# Torak (Žitište)
Pour les articles homonymes, voir Torak.

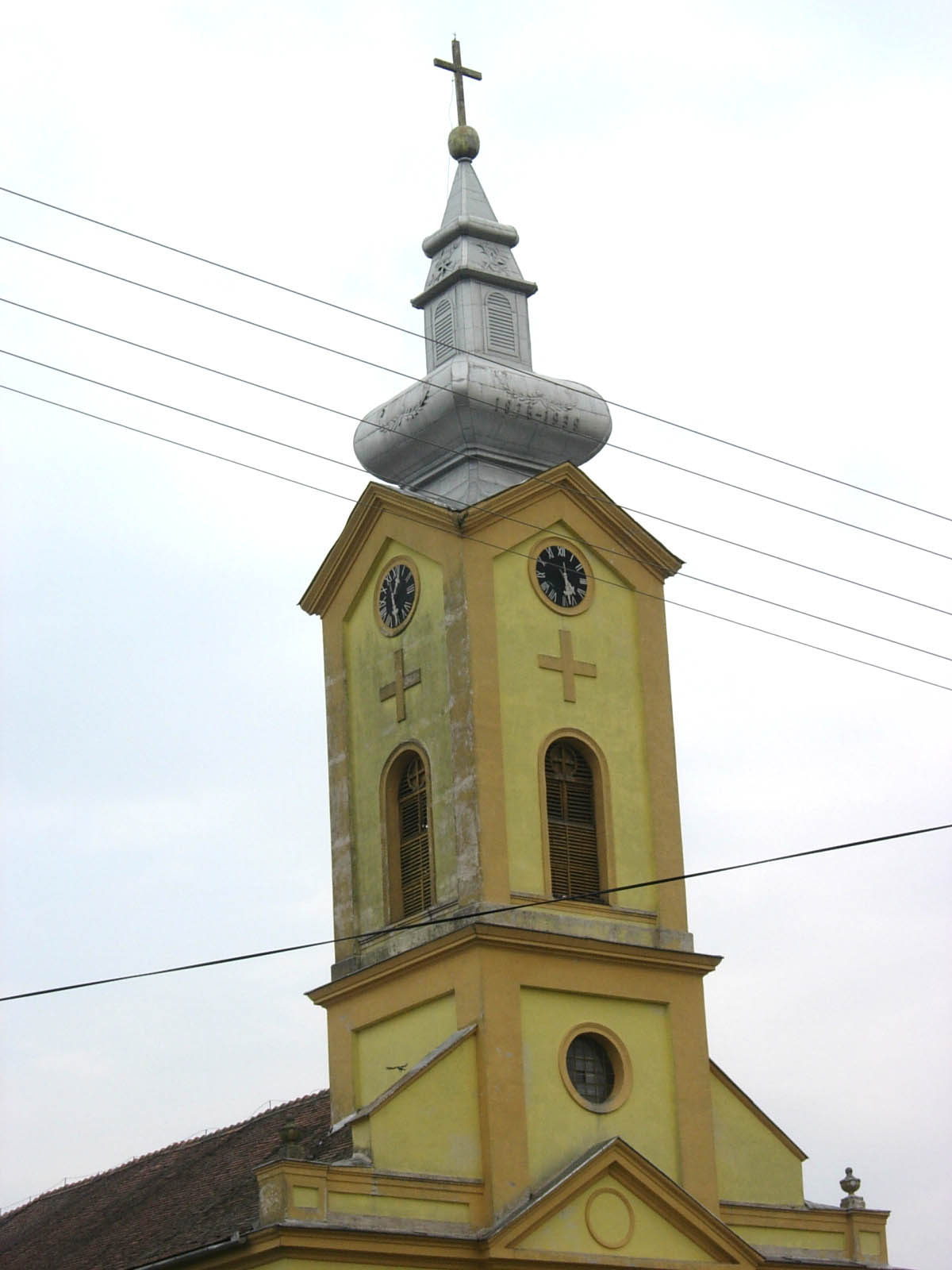
L'église orthodoxe roumaine à Veliki Torak

Torak (en serbe cyrillique : Торак ; en hongrois : Bégatárnok ; en roumain : Torac) est une localité de Serbie située dans la province autonome de Voïvodine. Elle fait partie de la municipalité de Žitište dans le district du Banat central. Au recensement de 2011, elle comptait 2 275 habitants.
Torak, officiellement classé parmi les villages de Serbie, est géographiquement constitué de deux villages : Mali Torak et Veliki Torak. Autrefois, la localité s'appelait Begejci.

## Démographie

### Évolution historique de la population
| 1948  | 1953  | 1961  | 1971  | 1981  | 1991  | 2002  | 2011  |
| ----- | ----- | ----- | ----- | ----- | ----- | ----- | ----- |
| 4 945 | 5 012 | 5 198 | 4 817 | 4 289 | 3 700 | 2 850 | 2 275 |

|  |